# Alethinophidia
Alethinophidia su infrared zmija koji uključuje sve zmije osim slepih zmija i nitnih zmija. Zmije su dugo bile grupisane u porodice unutar Alethinophidia na osnovu njihove morfologije, posebno zuba. Modernije filogenetske hipoteze koje koriste genetske podatke podržavaju prepoznavanje 19 postojećih porodica, iako o taksonomiji aletinofidijskih zmija se dugo raspravljalo, i na kraju odluka da li da se određena klada dodeli određenom Lineovom rangu (kao što je natporodica, porodica ili potporodica) je proizvoljna.

## Spoljašnje veze
- Alethinophidia at Palaeos. Accessed 14 August 2007.